# Sinoxylon atratum
Sinoxylon atratum är en skalbaggsart som beskrevs av Pierre Lesne 1897. Sinoxylon atratum ingår i släktet Sinoxylon och familjen kapuschongbaggar. Inga underarter finns listade i Catalogue of Life.

## Bildgalleri

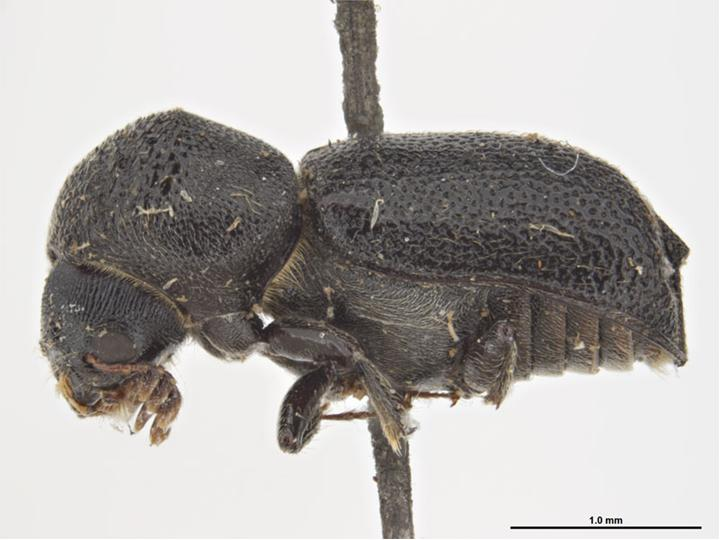